# Forléans
Forléans település Franciaországban, Côte-d’Or megyében. Lakosainak száma 112 fő (2022. január 1.). Forléans Époisses, Thoste, Torcy-et-Pouligny, Vic-de-Chassenay, Courcelles-Frémoy és Montberthault községekkel határos.

## Népesség
A település népességének változása:
| Lakosok száma | 103  | 95   | 77   | 83   | 113  | 107  | 103  | 101  | 105  | 112  |
|               | 1968 | 1982 | 1990 | 2006 | 2013 | 2015 | 2017 | 2019 | 2020 | 2022 |